# Кокуйское угольное месторождение
Кокуйское угольное месторождение — угольное месторождение в Красноярском крае России, примерно в 30 километрах на северо-восток от поселка Мотыгино на реке Ангаре. Входит в состав Тунгусского угольного бассейна, открыто в 1931 году. Содержит некоксующиеся угли. Включает в себя пласты от одного до пятнадцати метров толщиной, один пласт, названный пластом Мощный, имеет среднюю толщину 60 метров.
Частично используется для промышленной добычи угля, производимой ООО «Артель старателей „АНГАРА“». Общие запасы разрабатываемых пластов оцениваются в 5 млн т.